# Нафанаил (Павловский)
Архиепи́скоп Нафана́ил (в миру Васи́лий Ива́нович Павло́вский; 1791—1849) — епископ Русской православной церкви, архиепископ Псковский и Лифляндский.

## Биография
Родился 8 (19) марта 1791 года — сын священника села Ровдина, Шенкурского уезда Архангельской губернии.
В 1817 году окончил Санкт-Петербургскую духовную академию со степенью магистра.
С 7 мая 1819 года — инспектор Санкт-Петербургской духовной академии. С 26 июля 1821 года — ректор Ярославской духовной семинарии и архимандрит Ростовского Богоявленского Авраамиева монастыря. С 1827 года — ректор Санкт-Петербургской духовной семинарии.
Был хиротонисан во епископа Полтавского и Переяславского 8 сентября 1830 года. С 12 мая 1834 года — епископ Псковский и Лифляндский; 15 июня 1836 года возведён в сан архиепископа.
При архиепископе Нафанаиле в 1834 году было открыто в городе Холме мужское приходское училище, в 1835 году такое же училище открыто в Великих Луках. В 1836 году архиепископом Нафанаилом был освящён вновь построенный Благовещенский собор в Псковском кремле.
Его добротой и доверием пользовались его приближённые во вред его имени и даже жизни, что видно из доносов на него в начале 1840-х годов и вызванной ими ревизией Псковского епархиального управления, и все это отозвалось на его здоровье и ускорило смерть. Козни врагов Православия в Лифляндии, тогда принадлежавшей к Псковской епархии, смуты и казнокрадство в самом местном духовном управлении, скорби от лжебратии сильно повлияли на ослабление телесных сил преосвященного Нафанаила и сокращение самой жизни.
Скончался в Пскове в 1849 году: 28 июля или 27 августа. Митрополит Московский Филарет (Дрозов), узнав о его кончине, сказал: «Убили наилучшего архипастыря православной русской церкви».